# Glossario di arazzeria
Questo è un glossario di arazzeria che raccoglie i termini inerenti alla tessitura degli arazzi.

## A
Enrico Accatinopittore, scultore, progettista e teorico dell'educazione artistica italiano, si è dedicato alla progettazione e preparazione di cartoni per arazzi.
Aggiuntaaggiunta di colorante in un bagno di tintura.
Apertura della boccaapertura del passo in un telaio a basso liccio.
Arazzeria Scassaarazzeria di Asti fondata nel 1957.
Arazzi di Alessandro Magno (seconda metà del XV secolo), a Villa del Principe Doria a Genova
Arazzomanufatto tessile destinato al rivestimento murario, tradizionalmente realizzato su telai verticali, con trame discontinue. Termine generalmente usato per ogni manufatto decorativo da appendere a parete.
Arazzo dell'apocalisseciclo di arazzi realizzato alla fine del XIV secolo che si ispira all'apocalisse di San Giovanni, esposto ad Angers in Francia. E uno dei più importanti cicli di arazzi del medioevo.
Aspoo arcolaio, attrezzo con ruota per preparare rocchetti e navettine.
Assortimentoscelta nel magazzino di assortimento tutte le gradazioni di colore necessarie, tenendo conto, non solo della rispondenza con la sfumatura del cartone ma anche dei rapporti di tono con le tinte vicine.
Avanzamentoparte del lavoro più avanzata rispetto alla media, fatta per seguire il disegno.
Avvolgerearrotolare la parte del lavoro già fatto sul curlo inferiore o anteriore.

## B
Bacchettabacchetta in metallo che serve a fermare l'inizio o la fine dell'ordito nella gola del curlo.
Banco da disegnopianale posto sotto l'ordito nella parte anteriore di un telaio a basso liccio, regge il cartone.
Barcavasca rettangolare usata per la tintura.
Bastoneantica unità di misura usata per misurare la superficie degli arazzi.
Bastone d'incrocioserve a separare le due serie anteriore e posteriore  nell'ordito in un telaio ad alto liccio.
Bastone di lisaggiobastone su cui sono infilate le matasse durante la tintura.
Bastone di sezionecollegato ad una singola sezione dei licci in un telaio a basso liccio.
Bobinagrosso rocchetto in legno che porta il filo per la preparazione delle navettine o dei brocci.
Bollituratingere alla bollitura tingere con bagno superiore a 100°.
Bordurabordo in tinta unita che circonda la parte disegnata in un arazzo.
Broccionavetta per telaio ad alto liccio consiste in una spoletta in legno, appuntita ad una estremità e con un ingrossamento a pallina dall'altra per trattenere il filo, molto simile alla fusella di un tombolo.

## C
Caccia all'unicornociclo di arazzi realizzato tra il 1495 e il 1505. I sette pannelli che compongono l'insieme mostrano un gruppo di nobili che con i cani cacciano e catturano un unicorno.
Corrado Cagliè stato un pittore italiano le cui opere sono state riprodotte su arazzi.
Campionamentoscelta dei colori necessari fatta tra i filati del magazzino di campionamento.
Campionariorisultato del campionamento, prodotto in tre esemplari.
Cangiantefilato di colore cangiante ottenuto unendo più fili di colore differente.
Caponumero dei trefoli che compongono un filo.
Cartone d'arazzomodello in misura reale dell'arazzo.
Catenao ordito, insieme dei fili tesi sul telaio.
Cavigliapiccolo gancio in metallo per fermare le bacchette nella gola del curlo.
Cedutascalamento delle trame che forma un avanzamento del lavoro a trapezio.
Chant du mondeciclo di arazzi creati da Jean Lurçat. Iniziato nel 1957 con i suoi dieci pannelli è la più grande opera di arazzeria contemporanea.
Chiaroil tono più chiaro di un colore.
Chiaroscuroporzione di arazzo giocata tono su tono.
Ciambellacuscino imbottito che serve al tessitore per evitare il contatto diretto di torace e stomaco con la parte di arazzo già tessuta nel telaio a basso liccio.
Cicloserie di arazzi concepiti per formare un insieme rappresentativo.
Cimosabordo laterale, montante per l'ordito e orizzontale per la trama.
Colorantemateriale usato per tingere, un tempo di origine vegetale o animale e oggi chimica.
Coloristaesperto che provvede al campionamento.
Contestoconsistenza dell'arazzo, può essere fine o grosso in rapporto alla misura dei filati utilizzati.
Contornarefare i contorni di una parte del disegno.
Corniceo contorno, motivo di decorazione che circonda l'arazzo.
Cordicellacollega il bastone di sezione con il bastone dei licci.
Cotone ritortosi utilizza per la preparazione dell'ordito, un tempo si usavano anche il lino e la lana.
Cuciturafase di rifinitura eseguita da operaie specializzate, le cucitrici, che provvedono a bloccare tutti i fili del retro e a cucire le slabbrature.
Curloo subbio, cilindro su cui si avvolge l'ordito e la parte già tessuta.
Cuscino del tessitorecuscino appoggiato sulla panca di legno del telaio a basso liccio.

## E
Erulo Erolifu un pittore ed arazziere romano.

## F
Fasciomazzo di fili dell'ordito, o una delle due serie, pari e dispari.

## G
Gamba di forzacongegno che neutralizza le flessioni dei curli in telai di grandi dimensioni.
Ghierarinforzo in metallo che fascia l'estremità del curlo.
Gobelinè un tessuto da rivestimento realizzato con un telaio Jacquard, che cerca di imitare gli arazzi Gobelins
Golafessura longitudinale del curlo dove si posiziona la bacchetta che porta l'ordito.
Granaaspetto esteriore dell'arazzo determinato dalla dimensione dei fili utilizzati.

## I
Imborsoil ritiro quando il pezzo viene tolto dal telaio, è maggiore nel senso dell'ordito che in quello della trama.
Increspaturacausata dalla diversa tensione dei fili d'ordito, quando l'arazzo viene levato dal telaio i fili che erano più tesi si ritirano creando una goffratura.
Incrocio (ordito)apertura dei due fasci d'ordito.
Incrocio (trama)operazione di legatura di due zone di colore diverso per evitare una slegatura.
Inserzioneinserimento di un filo di trama nel passo, due inserzioni fanno una passata.
Inserzione di catenaalcune trame molto tese che servono, prima di cominciare a tessere, a regolare la tensione dei fili d'ordito.
Invergareprendere con la mano l'incrocio dei fili d'ordito per trasportarli sull'orditoio.

## J
Jean Lurçatpittore e cartonnier francese è conosciuto come rinnovatore dell'arazzeria moderna e produttore di cartoni d'arazzo, per i quali mise a punto un innovativo sistema di cartone cifrato, disegnato in bianco e nero e riportante numeri che corrispondono ai colori.

## L
La dama e l'unicornociclo di arazzi fiamminghi della fine del XV secolo. Una delle più importanti opere di arazzeria del medioevo europeo.
Lanamateriale usato per la trama.
Levataquando si toglie l'arazzo dal telaio tagliando i fili d'ordito.
Licciomaglia in spago che serve a muovere i fili d'ordito.
Linoutilizzato con titolo finissimo per la cucitura delle slegature.

## M
Magazzino di assortimentoo di campionamento, contiene tutti i filati di tutte le gradazioni di colore necessarie.
Manifattura dei Gobelinsè uno storico laboratorio di tessitura di arazzi francese. Si trova al numero 42 di avenue des Gobelins nel XIII arrondissement di Parigi. Fu creata nel 1607 per volontà di Enrico IV.
Manifattura di Beauvaissituata nella città di Beauvais in Francia fu un importante laboratorio di tessitura di arazzi, seconda solamente alla manifattura dei Gobelins di Parigi. Nacque sotto la direzione generale di Jean-Baptiste Colbert, ministro della finanze di Luigi XIV, nel 1664.
Matassasi carica sull'aspo per preparare le navettine.
Mescolatoresorta di mestolo con lungo manico per muovere il materiale nel bagno di tintura.
Montarescurire con aggiunte il colore nella tintura.
Motivo orizzontaledisegno nel senso della trama.
Motivo verticaledisegno nel senso dell'ordito.

## N
Navettinenel telaio a basso liccio sono le piccole spolette (un corto bastoncino) con il filo di trama, sono molte, una per ogni colore locale.

## O
Ombreggiaturaintreccio di due colori che si compenetrano.
Orditoo catena, complesso dei fili tesi sul telaio.
Orditoiodispositivo munito di caviglie (pioli) in legno su cui si prepara l'ordito.
Orditurapreparazione sull'orditoio dei mazzi di fili della lunghezza necessaria e del numero corrispondente alle portate e alla larghezza.
Organo di tensioneinsieme dei congegni che permette l'allontanamento dei curli con conseguente tensione dell'ordito.

## P
Paccoo intrecciato, blocco di matasse legate pesante 550 g circa.
Paletto dei liccinel telaio ad altoliccio serve a collegare le singole maglie dei licci.
Passaggiozona intermedia tra toni di colore, si ottiene con un colore intermedio o con un tratteggio.
Passataandata e ritorno del filo di trama, cioè due inserzioni.
Passoapertura simultanea di due sezioni in un telaio a basso liccio.
Pedaleo marcia o calcola, listello di legno che schiacciato permette l'abbassamento di un liccio.
Peluriafibre che sporgono dalla superficie dell'arazzo, viene eliminata con l'uso e la spazzolatura.
Pettineconsiste in un blocchetto di legno duro o avorio, oggi plastica, di una dimensione che può stare comodamente in mano, appiattito ad una o ad entrambe le estremità dove sono tagliati i denti che servono per compattare le trame.
Pettininoin metallo, serve per avvicinare ogni passata solo nel telaio a basso liccio.
Pianaparte dell'ordito compresa tra la fine della tessitura e il curlo di riserva.
Piantanespalle che reggono i curli e con essi costituiscono il telaio ad alto liccio.
Picchéeffetto ottenuto con una navettina su cui sono stati binati due colori contrastanti.
Portatagruppo di 12 fili in cui è divisa la sezione, un numero alto nelle portate indica quanto è fine la grana.
Punteggiaturamodo di tessere che produce una specie di piccola quadrettatura.
Punteruoloattrezzo in metallo per regolare la tensione dei fili d'ordito.

## R
Ragginel disegno sono sottili tratti (righe) orizzontali o verticali.
Rammendaturaopera di restauro di superficie danneggiata in cui si ricostruisce la trama con un ago.
Rastrellierastruttura su una parete dove sono posizionate le rocche o i rocchetti raggruppate per gruppi di colore.
Regolaredistribuire col puteruolo i fili d'ordito in modo che siano equidistanti.
Ricciopunto che accavalla due fili d'ordito usato per disegnare una linea obliqua o curva.
Ripassaturaultimo trattamento di finitura di un arazzo, consiste in una stiratura con un ferro molto pesante.
Ritorto compostofilati di cotone ritorto che vengono ritorti ancora insieme per ottenere un filato più stabile.
Roccacono o tubo di cartone su cui è avvolto il filo che ha sostituito i rocchetti nell'uso industriale.

## S
Saltarellaspecie di bilancino che guida i movimenti dei licci in un telaio a bassi licci.
Saltarelloin un telaio ad alto liccio è un cricco che blocca l'ingranaggio dentato del curlo.
Schizzoschema in scala ridotta che precede l'esecuzione del cartone.
Scurola tonalità più scura di un colore, esempio lo scuro dei blu.
Segno di confrontosegno a matita che permette di allineare correttamente il cartone all'ordito.
Setamateriale usato per la trama nel passato, oggi si utilizza solo per effetti di contrasto.
Sezionesettore in cui è suddivisa la catena d'ordito, misura 40 cm.
Sfumaturapassaggio graduale ottenuto con toni intermedi tra una zona scura e una chiara.
Slegaturaspazio vuoto che si viene a creare quando due zone di colore adiacenti non vengono legate con l'intreccio dei due fili di trama.
Spazzolaturaserve a eliminare ogni residuo di filato o peluria quando si toglie il pezzo finito dal telaio.
Speroneserve a fissare al pavimento le piantane di un telaio a bassi licci.
Specchioper controllare il lavoro.
Spinapezzo di legno che serve a intrecciare o torcere la matasse.

## T
Tamburoin un arcolaio o aspo è la gabbia che regge le matasse.
Tavola da disegnovedi Banco da disegno.
Telapesante tela fissata al curlo anteriore che serve a proteggere la parte già tessuta in un telaio a basso liccio.
Telaio a basso licciotipo di telaio per arazzi con l'ordito disposto in orizzontale.
Telaio ad alto licciotipo di telaio con l'ordito posto in verticale.
Tirataapertura manuale dei licci nel telaio ad alto liccio.
Titolazioneindica la misura di un filato.
Tonalitàuna serie di sfumature di colore digradanti.
Tramafilo che negli arazzi copre completamente l'ordito.
Tratteggiocompenetrazione di forma triangolare, più o meno allungata, di due colori adiacenti.
Traversasostiene le saltarelle nel telaio a basso liccio.
Trecciasezione d'ordito legata a catenella per trasportarla dall'orditoio al telaio.

## U
Unitozona dove il tessuto si presenta uniforme.